# Universidad de Vitoria
La Universidad de Vitoria fue una institución educativa con sede en aquella ciudad española, capital de Álava. Tuvo vida efímera, desde 1869 hasta 1873.

## Descripción
En el tomo de la Geografía general del País Vasco-Navarro dedicado a Álava y coordinado por Vicente Vera y López, se describe con las siguientes palabras:

Universidad de Vitoria.―Después de haberse suprimido el colegio agregado al instituto, en los locales que aquel ocupaba se estableció en 1869 una universidad libre, en la que se podían estudiar las facultades de derecho, ciencias y filosofía y letras.

Se inauguró el 1.º de Octubre de 1869; pero su duración fué muy efímera, pues en 1873 tuvo que cerrarse á causa de la guerra civil, que de nuevo ensangrentaba el territorio de las provincias vascas.
(Vera y López, 1915-1921, p. 119)